# Exèrcit panjabi

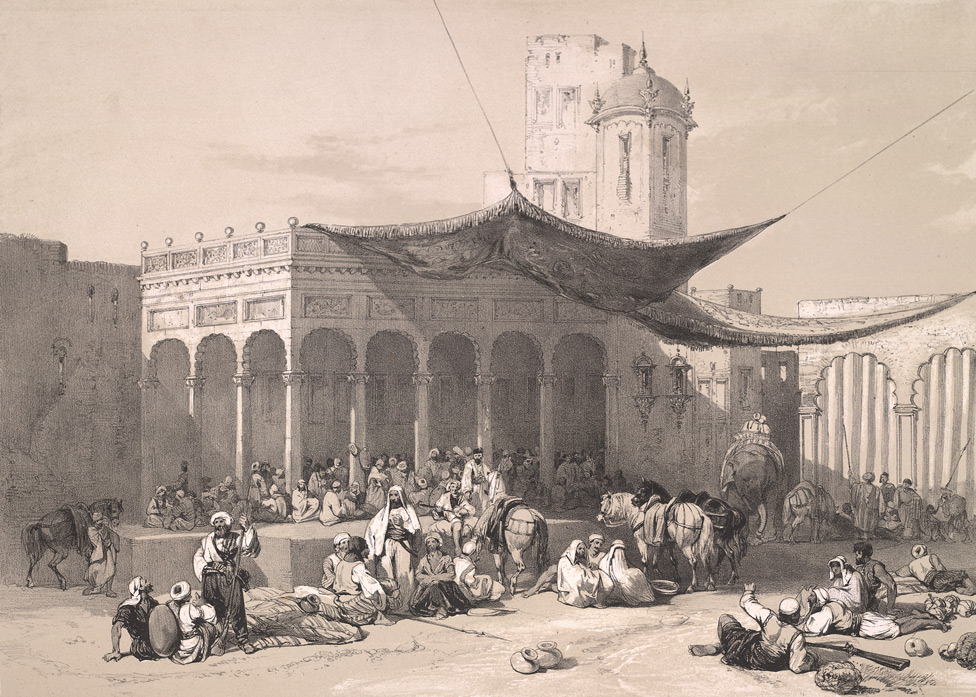
Soldats sikhs rebent la seva paga al Durbar reial

L'exèrcit panjabi (o a vegades anomenat l'exèrcit de Lahore) fou força militar de l'Estat Sikh de Lahore, responsable de la defensa de la terra des de 1801 a 1849.

## Rerefons

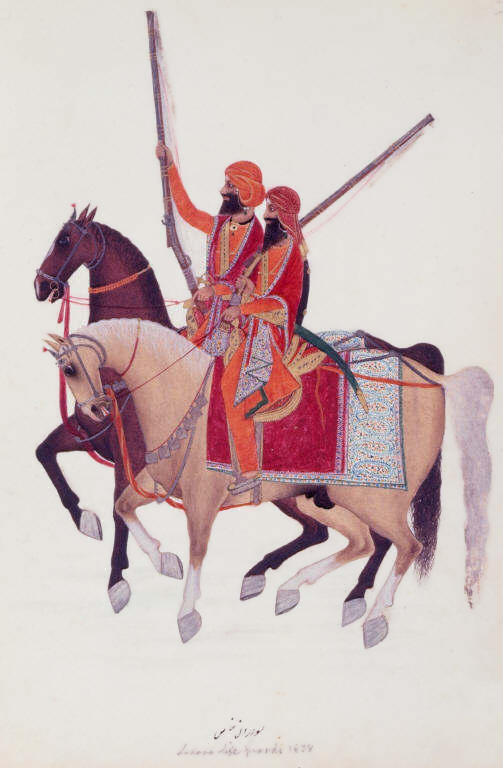
Guardaespatlles de Ranjit Singh.

La força militar constava plenament de soldats professionals. L'exèrcit es dividia en sis divisions militars principals: infanteria, cavalleria, artilleria, mèdica, enginyeria i logística de suport. La força militar regular rebia el suport d'altres 52.000 homes irregulars professionals, ben entrenats i equipats. A més a més, es podia disposar d'un gran contingent de reserva de forces feudals i de milícia. La divisió d'artilleria el 1838 tenia 188 peces d'artilleria de campanya. En aquella època, l'exèrcit sikh era considerat entre les primeres forces de batalla de l'Àsia
L'exèrcit sikh era fortament panjabi amb un quadre de comandament predominantment sikh i hindú però també tenia un component multi-religiós significatiu provinent d'altres parts del poble panjabi: fons religiosos diferents: musulmans, hindús, sikhs i diferents fons tribals: paixtus, dogres, khatris, jats, nepalesos i mercenaris europeus. La promoció a una grau militar més alt es basava en l'habilitat militar, no per raó de l'hèrencia, per la qual cosa es pot parlar d'una meritocràcia clàssica. Els sikhs formaven la major part de l'exèrcit de l'Imperi Sikh.
La cavalleria es dividia en tres divisions:
- Cavalleria Regular
- Cavalleria Ghorchara Fauj
- Cavalleria Jagirdari